# Richard Batz
Richard Batz (* 23. August 1894 in Essen; † 10. März 1965) war ein deutscher Politiker  der Kleinparteien Radikal-Soziale Freiheitspartei und Frei-Soziale Union.

## Leben
Richard Batz besuchte die Volksschule und absolvierte im Anschluss eine Büroausbildung im Essener Hochbauamt. Nach einer weiteren Lehrzeit im Bereich des Maurer- und Zimmererhandwerks besuchte er die Königliche Staatsbauschule in Essen. Nach Tätigkeiten in verschiedenen Architekturbüros sowie als Bezirksbauführer bei der Essener Treuhandstelle für Bergmannswohnungen machte er sich 1925 als Architekt mit Büros in Essen und Düsseldorf selbständig. 
1920 kam Batz mit der Freiwirtschaftslehre Silvio Gesells in Berührung und wurde ihr engagierter Anhänger. Von 1922 bis 1925 wurde er zum Geschäftsführer des westdeutschen Landesverbandes des deutschen Freiwirtschaftbundes berufen. 1925 übernahm er den Vorsitz des Fisiokratischen Kampfbundes, den er bis zu dessen Auflösung durch die Nationalsozialisten im Jahre 1933 innehatte. Von 1933 bis 1934 war er auch Vorsitzender des WÄRA-Bundes.
Nach dem Zweiten Weltkrieg gehörte Batz zu den Mitbegründern der freiwirtschaftlich orientierten Radikal-Sozialen Freiheitspartei und wurde ihr 1. Vorsitzender. 1948 wurde er Vizepräsident der Internationalen Freiwirtschaftlichen Union. Von 1950 bis 1952 war Batz Bundesvorsitzender der Frei-Sozialen Union, die aus der Fusion der RSF mit anderen freiwirtschaftlich orientierten Organisationen entstanden war.

## Schriften
- Mensch und Maschine,  Leipzig 1930
- Die freiwirtschaftliche Gesellschaftsverfassung: Ein Verfassungsvorschlag der RSF, in: RSF-Schriftenreihe, Nr. 8, Lüdenscheid 1947
- Freiheit Ordnung Friede, Lauf b. Nürnberg 1948
- Das bessere Fundament, in: Der Wiederaufbau des Abendlandes (Hrsg. Internationale Freiwirtschaftliche Union), Lüdenscheid 1948
- Der Weg in die Freiheit (Vortrag auf dem 2. Parteitag der RSF am 13. Juni 1948 in Hamburg), in: RSF-Schriftenreihe, Nr. 10, Lüdenscheid 1948
- Die Sicherung der Demokratie, in: RSF-Schriftenreihe, Nr. 3, Düsseldorf-Oberzwehren, o. J. (1946?)
- Heraus aus der Zwangswirtschaft, in: RSF-Schriftenreihe, Nr. 5, Lüdenscheid o. J. (1946?)
- Das freiwirtschaftliche Manifest, in: RSF-Schriftenreihe, Nr. 4, Lüdenscheid o. J. (1947?)
- Zins und Logik: Antwort an Herrn Herbert Hühne, in: Der freie Mensch, Nr. 29, Lüdenscheid 1950
- Die Aufgabe der FSU im gegenwärtigen Weltkonflikt (Auszug aus einem Vortrag auf dem 5. Parteitag der FSU am 31. August 1951 in Braunschweig), Lüdenscheid 1951